# Frank Lupo
Frank Lupo (New York, 22 januari 1955 – Lady Lake, 18 februari 2021) was een Amerikaanse televisieschrijver en -producent.

## Biografie
Frank Lupo werd geboren in Brooklyn (New York) op 22 januari 1955. hij liep school aan de Abraham Lincoln High School in Brooklyn en studeerde Engels aan The New School in Manhattan. Midden jaren 70 trok hij naar Los Angeles, waar hij achtereenvolgens werkte voor Universal Television (1976 tot 1981), Stephen J. Cannell Productions (1981 tot 1986), Tri-Star Television (1986 tot 1988) en Columbia Pictures Television (1988 tot 1998).
In de jaren 70 tot en met de jaren 90 werkte hij mee aan veel succesvolle tv-series. In samenwerking met Stephen J. Cannell creëerde Lupo series als The A-Team, Renegade, Riptide, Wiseguy en Hunter. Hij was ook uitvoerend producent voor  Walker, Texas Ranger tijdens het eerste volledige seizoen.
Lupo was getrouwd met Angel Petrulli Lupo. Hij stierf op 18 februari 2021 op 66-jarige leeftijd aan een hartstilstand in zijn huis in Florida.

## Filmografie
- Sword of Justice (1978)
- Battlestar Galactica (1979)
- BJ and the Bear (1979–1980)
- The Misadventures of Sheriff Lobo (1979–1981)
- Galactica 1980 (1980)
- Magnum, P.I. (1981)[2]
- The Greatest American Hero (1981–1983)[2]
- The A-Team (1983–1987) (medebedenker samen met Stephen J. Cannell)
- Riptide (1984–1986)  (medebedenker samen met Stephen J. Cannell)[2]
- Hunter (1984–1991) (bedenker)[2]
- Stingray (1985)[2]
- Werewolf (1987) (bedenker)[2]
- Wiseguy (1987–1990) (medebedenker samen met Stephen J. Cannell)[2]
- Something Is Out There (1988)
- Hardball (1989)[2]
- Raven (1992)
- Walker, Texas Ranger (1993)[2]
- Lawless (1997)
- Raven: Return of the Black Dragons (1997)
- Adrenaline Run (2000)
- Hunter: Return to Justice (2002)[2]
- Hunter: Back in Force (2003)[2]
- Painkiller Jane (2007)[2]